# Take Me to Your Heaven
Take Me to Your Heaven è il singolo di debutto della cantante svedese Charlotte Nilsson, pubblicato nel 1999 e poi incluso nel primo album della cantante, Charlotte.
Nilsson con la versione originale in svedese, Tusen och en natt, vinse il Melodifestival 1999, rappresentando poi la Svezia all'Eurovision Song Contest 1999 con la versione in inglese, classificandosi al 1º posto e portando alla Svezia la sua quarta vittoria all'Eurovision Song Contest.

## Tracce
CD (Svezia)
Musiche di Lars Diedricson.
1. Take Me to Your Heaven – 3:04 (testo: Marcos Ubeda)
2. Tusen och en natt – 3:38 (testo: Gert Lengstrand)
3. Take Me to Your Heaven (Tocclo Mix) – 3:24
4. Take Me to Your Heaven (The Specialist Mix) – 4:25
5. Take Me to Your Heaven (versione strumentale) – 3:04

CD (Regno Unito)
1. Take Me to Your Heaven – 3:03
2. Take Me to Your Heaven (Club Mix - The Specialist Mix II) – 4:16
3. Take Me to Your Heaven (R'n'B Mix - Tocclo Mix) – 3:21
4. Take Me to Your Heaven (Dance Mix - The Specialist Mix) – 4:25

Musicassetta (Regno Unito)
1. Take Me to Your Heaven – 3:00
2. Take Me to Your Heaven (Club Mix) – 4:16
3. Take Me to Your Heaven (R'n'B Mix) – 3:22
4. Take Me to Your Heaven (Dance Mix) – 4:22

## Classifiche

### Classifiche settimanali
| Classifica (1999) | Posizione massima |
| ----------------- | ----------------- |
| Belgio (Fiandre)  | 5                 |
| Norvegia          | 10                |
| Paesi Bassi       | 23                |
| Regno Unito       | 20                |
| Svezia            | 2                 |

### Classifiche di fine anno
| Classifica (1999) | Posizione |
| ----------------- | --------- |
| Belgio (Fiandre)  | 64        |